# Бинга (город)
Бинга́ (фр. Binga) — город в Экваториальной провинции Демократической Республики Конго. Административный центр сектора Нгомбе-Момбанги на территории Лисала. Основная национальность -   нгомбе. Государственный язык – лингала.
Численность населения в 2010 году по оценкам составляло 64 639 человек.
Бинга наиболее известен своим крупным производством пальмового масла и каучука. В районе Бинга ведётся интенсивная вырубка тропических лесов.
Через реку Монгала Бинга имеет речной порт, который облегчает доступ к нескольким городам, включая Киншасу, Кисангани, Мбандаку и другим. Аэропорт Бинга находится неподалёку.